# Еснгыяха
Еснгыяха (устар. Езынги-Шор) — река в России, протекает по территории Приуральского района Ямало-Ненецкого автономного округа. Устье реки находится на 12-м км по правому берегу реки Малыко. Длина реки — 15 км.

## Данные водного реестра
По данным государственного водного реестра России относится к Нижнеобскому бассейновому округу, водохозяйственный участок реки — Обь от города Салехард и до устья, речной подбассейн реки — бассейны притоков Оби ниже впадения Северной Сосьвы. Речной бассейн реки — (Нижняя) Обь от впадения Иртыша.